# The Alliance
The Alliance (Алья́нс) — киберспортивная организация из Швеции. Знаменита своим составом по игровой дисциплине Dota 2. Но также имеет состав по Super Smash Bros. и Hearthstone. Ранее имела составы по таким играм как StarCraft и League of Legends.
В 2013 году Dota 2 подразделение организации получило награду Gosu Awards как лучшая команда.

## История
Alliance это организация, которая была основана владельцем и главным исполнительным директором киберспортивной организацией Evil Geniuses, Алексом Гарфилдом, при сотрудничестве с командой Razer в 2013 году, которые, как стало известно, стали теми спонсорами восходящих звезд из Швеции, команды No Tidehunter (сокр. «nth»). Alliance была создана с целью продвижения и поддержки Европейского киберспорта, вовлекая в это действительно талантливых игроков со всего Скандинавского региона.
На старте Alliance состояла из состава по Dota 2, которые ранее выступали за команду «NoTidehunter», а также игрока по дисциплине StarCraft II под ником Naniwa.
В декабре 2013 года организация создала состав по League of Legends, который участвовал в турнире European League of Legends Championship Series.
Alliance покинули выступления по StarCraft II в июле 2014 года, отпустив своего последнего игрока — SortOf. Команда League of Legends была переименована в Elements в январе 2015 года из-за правил владения командами в серии чемпионатов League of Legends, не позволяющих GoodGame Agency владеть несколькими командами одновременно.
12 декабря 2016 года Twitch превратил Evil Geniuses и Alliance в организации, принадлежащие игрокам. По словам представителя команды Alliance Джонатана Берга, все первоначальные участники, кроме Armada, получили долю в компании.
В январе 2021 года, Team Alliance подписала соглашение с VBET, новый спонсор станет титульным партнёром команды.

## Dota 2
После неудачи на The International 2012, шведский DotA ветеран Джонатан «Loda» покинул Сингапур и свою команду Team Zenith. Основанием того, что в будущем станет The Alliance, началось, когда 29 октября игроки «Loda» и его старый друг Йоаким «Akke» Актёралл присоединились к команде No Tidehunter перед турниром DreamHack Winter 2012. Тогда в команде числились такие игроки как Густав «s4» Магнуссон, Джеки «EternalEnvy» Мао и новичок профессиональной сцены Хенрик «AdmiralBulldog» Анберг. Таким составом они успешно выигрывают турнир. И о команде заговорили как о восходящей звезде европейского региона.
Однако, в команде присутствовали различные разногласия. Результатом этого послужила замена в команде. Игрок EternalEnvy был исключён из команды. Ему на замену пришёл молодой игрок, Джерри «EGM» Лундквист. Таким образом, образуется команда, полностью состоящая из шведов.
12 апреля 2013 года всему миру была анонсирована организация, имя которой The Alliance, под спонсорством Razer и организации Good Game Agency. Организация подписывает шведскую команду No Tidehunter и шведского игрока StarСraft 2 Йохана «Naniwa» Луччеси. Затем 28 июня в организацию вступил ещё один игрок StarСraft 2 Рикард «SortOf» Бергман. Менеджером Dota 2 подразделения становится Келли «kellymilkies» Уонг, подруга и девушка игрока «Loda»
Команда выиграла множество турниров и окончательно утвердилась в статусе сильнейшей в Европе. А после триумфальной победы без единого поражения на турнире G-1 Champions League Season 5 в Китае, о команде заговорили, как о сильнейших в мире. Что и было доказано на The International 2013, где Alliance без единого поражения прошла групповой этап. Потом они встретились в верхней сетке с командой LGD.Gaming победив их со счетом 2:0. Потом они попались против BurNing и его команды Team DK выиграв у них со счетом 2:1. В финале верхней сетки им пыталась дать отпор команда из Украины и чемпионы The International 2011 NAVI, но проиграли, показав один из лучших матчей в истории Dota. Гранд финал не дал нам соскучится и игра продлилось до 5 карт, и это стал первый и единственный 5 матчевый финал до The International 2018. В том матче The Alliance выиграл команду NAVI со счетом 3:2, после этой игры все с нетерпением ждали их встречи, потому что, противостояние этих команд стало настоящим Эль-Классико в киберспорте.
После той триумфальной победы результаты ожидаемо пошли на спад. Команда уже не имела безоговорочного лидерства.
В конце января 2014 года команда брала двухмесячный перерыв по причине усталости игроков.
В сентябре 2015 года команда вернула старый состав и выиграла World Cyber Arena 2015.
17 января 2016 года выиграли Starseries SL i-League Dota 2, обыграв чемпионов The International 2015 команду Evil Geniuses и получив 120 000$.
28 Августа 2016 года команду покинули s4, AdmiralBulldog, Akke.
21 Мая 2017 года команду покинул EGM.
9 июня 2017 года Loda закончил карьеру профессионального игрока и стал тренером The Alliance.
29 ноября 2017 года команда анонсировала новый состав.
В 2022 году команда заняла последнее место в западноевропейской квалификации на The International 2022 и не попала на главный турнир года. Команда также потеряла свой слот в первом дивизионе лиги Dota Pro Circuit.
30 сентября 2022 года Alliance полностью распустила свой состав по Dota 2 в связи с неудовлетворительными результатами.
2 декабря 2022 года был анонсирован новый состав по Dota 2.

### Текущий состав
|                 | Ник             | Полное имя        | Позиция             | Присоединился   |
| Основной состав | Основной состав | Основной состав   | Основной состав     | Основной состав |
| --------------- | --------------- | ----------------- | ------------------- | --------------- |
| Флаг Швеции     | charlie         | Чарли Арат        | Керри               | 2 декабря 2022  |
| Флаг Малайзии   | ChYuaN          | Ки Чюань          | Мидлайнер           | 2 декабря 2022  |
| Флаг Швеции     | s4 (капитан)    | Густав Магнуссон  | Офлейнер            | 2 декабря 2022  |
| Флаг Сингапура  | ponlo           | Ремус Го Чжи Сянь | Частичная поддержка | 2 декабря 2022  |
| Флаг Швеции     | Handsken        | Саймон Хааг       | Полная поддержка    | 2 декабря 2022  |
| Тренер          |                 |                   |                     |                 |
| Флаг Малайзии   | Arthur          | Леон Ли Вей Ип    | Леон Ли Вей Ип      | 2 декабря 2022  |

#### Достижения
В таблице перечислены призовые места в соревнованиях по Dota 2.
| Место | Турнир                           | Место проведения            | Дата                        | Призовые     |
| 2012  | 2012                             | 2012                        | 2012                        | 2012         |
| ----- | -------------------------------- | --------------------------- | --------------------------- | ------------ |
| 1     | DreamHack Winter 2012            | Йёнчёпинг                   | 22—25 ноября                | 14 500 $     |
| 2013  |                                  |                             |                             |              |
| 1     | The Premier League 4             | online                      | 16 марта — 13 мая           | 6500 $       |
| 1     | G-1 Champions League 5           | Шанхай                      | 24—26 мая                   | 40 000 $     |
| 1     | DreamHack Summer 2013            | Йёнчёпинг                   | 15—18 июня                  | 140 000 крон |
| 1     | SLTV StarSeries VI               | Киев                        | 19 мая — 7 июля             | 12 000 $     |
| 1     | The Premier League 5             | online                      | 20 мая — 21 июля            | 9000 $       |
| 1     | The International 2013           | Сиэтл                       | 2—11 августа                | 1 437 204 $  |
| 2     | SLTV StarSeries VII              | Киев                        | 31 августа — 13 октября     | 6000 $       |
| 2     | WePlay Dota 2 League 2           | Киев                        | 11 сентября — 10 ноября     | 6000 $       |
| 3     | DreamHack Winter 2013            | Йёнчёпинг                   | 4—30 ноября                 | 7500 $       |
| 3—4   | RaidCall EMS One Fall Season     | Тыхы                        | 1 сентября — 8 декабря      | 4000 $       |
| 1     | Fragbite Masters DotA 2          | online                      | 19 октября — 10 декабря     | 15 500 $     |
| 2014  |                                  |                             |                             |              |
| 1     | Dota 2 Champions League Season 1 | online                      | 17 октября 2013 — 15 января | 25 000 $     |
| 2     | SLTV StarSeries VIII             | Киев                        | 25 ноября 2013 — 19 января  | 31 000 $     |
| 1     | DreamHack Bucharest 2014         | Бухарест                    | 26—27 апреля                | 15 300 $     |
| 1     | ASUS ROG DreamLeague Season 1    | online / Стокгольм          | 3 марта — 16 июня           | 74 000 $     |
| 3     | Dota 2 Champions League Season 3 | online                      | 25—26 апреля                | 10 175 $     |
| 3—4   | ESL One Frankfurt                | online / Франкфурт-на-Майне | 28—29 июня                  | 21 000 $     |
| 11—12 | The International 2014           | Сиэтл                       | 8—21 июля                   | 38 257 $     |
| 3     | World Cyber Arena 2014           | Иньчуань                    | 2—5 октября                 | 40 600 $     |
| 2015  |                                  |                             |                             |              |
| 2     | joinDOTA MLG Pro League Season 2 | online / Остин              | 20 апреля — 7 июня          | 41 812 $     |
| 1     | World Cyber Arena 2015           | Иньчуань                    | 17—20 декабря               | 370 200 $    |
| 2016  |                                  |                             |                             |              |
| 1     | SL i-League StarSeries Season 1  | Минск                       | 13—17 января                | 120 891 $    |
| 9—12  | The International 2016           | Сиэтл                       | 2—13 августа                | 311 557 $    |

### Alliance.LATAM
8 декабря 2022 года Alliance официально объявили об второго состава по Dota 2. К команде присоединились игроки южноамериканской команды Hokori.
24 декабря команда одерживает победу на EPL World Series: America Season 2.
Южноамериканской лигу Dota Pro Circuit 2023 Alliance.LATAM заканчивает на 3-м месте, не попадая на мейджор в Перу.
4 февраля 2023 года команду покинули керри Эдвард «Lumière» Валенсия и частичная поддержка Тьяго «Thiolicor» Кордейро.
13 марта в команду вернулся керри Эдвард «Lumière» Валенсия, новым участником коллектива стал Ельстин «Elmisho» Уртадо, занявший роль частичной поддержки.
|                 | Ник               | Полное имя      | Позиция             | Присоединился   |
| Основной состав | Основной состав   | Основной состав | Основной состав     | Основной состав |
| --------------- | ----------------- | --------------- | ------------------- | --------------- |
| Флаг Перу       | Lumière           | Эдвард Валенсия | Керри               | 13 марта 2023   |
| Флаг Бразилии   | 4nalog            | Джон Джаннини   | Мидлайнер           | 8 декабря 2022  |
| Флаг Перу       | Vitaly            | Пабло Ангуло    | Офлейнер            | 8 декабря 2022  |
| Флаг Перу       | Elmisho           | Ельстин Уртадо  | Частичная поддержка | 13 марта 2023   |
| Флаг Перу       | Gardick (капитан) | Энтони Лопес    | Полная поддержка    | 8 декабря 2022  |

#### Достижения
| Место | Турнир                             | Место проведения | Дата           | Призовые |
| 2022  | 2022                               | 2022             | 2022           | 2022     |
| ----- | ---------------------------------- | ---------------- | -------------- | -------- |
| 1     | EPL World Series: America Season 2 | Южная Онлайн     | 23 декабря     | 10 000 $ |
| 2023  |                                    |                  |                |          |
| 3     | DPC SA 2023 Tour 1: Division I     | Онлайн           | 10 — 30 января | 27 000 $ |

### Сотрудничество с Valve
Совместно с компанией Valve созданы уникальные фирменные сеты «the Formed Alloys» для Alchemist, «Dread of the Gleaming Seal» для Phantom Assassin и «Arsenal of the Demonic Vessel» для Abaddon. Часть денег от покупки переходит к организации, как и в случае с NAVI.

## StarCraft 2

### Бывший состав
|             | Ник    | Полное имя     | Раса    | Присоединился  | Покинул       |
| ----------- | ------ | -------------- | ------- | -------------- | ------------- |
| Флаг Швеции | Naniwa | Йохан Луччеси  | Протосс | 11 апреля 2013 | 20 марта 2014 |
| Флаг Швеции | SortOf | Ричард Бергман | Зерг    | 26 июня 2013   | 30 июля 2014  |

### Достижения
| Место | Турнир                     | Место проведения | Дата       | Призовые |
| 2013  | 2013                       | 2013             | 2013       | 2013     |
| ----- | -------------------------- | ---------------- | ---------- | -------- |
| 2     | IEM Season VIII — New York | Нью-Йорк         | 13 октября | 4000 $   |
| 3—4   | MLG Spring Championship    | online           | 30 июня    | 3000 $   |
| 2     | DreamHack Open: Stockholm  | Стокгольм        | 27 апреля  | 5390 $   |

## League of Legends
10 декабря организация объявила свой состав по дисциплине League of Legends. В него вошли 2 игрока из команды Evil Geniuses: мидлейнер Froggen и топер Wickd, Tabzz — АДК команды Lemondogs, Shook — Лесник Copenhagen Wolves и Nyph — саппорт из SK Gaming.

### Бывший состав
|                  | Ник             | Полное имя               | Позиция           | Присоединился   | Покинул         |
| Основной состав  | Основной состав | Основной состав          | Основной состав   | Основной состав | Основной состав |
| ---------------- | --------------- | ------------------------ | ----------------- | --------------- | --------------- |
| Флаг Дании       | Wickd           | Майк Петерсен            | Верхняя линия     | 10 декабря 2014 | 8 января 2015   |
| Флаг Нидерландов | Shook           | Ильяс Харцема            | Лесник            | 10 декабря 2014 | 8 января 2015   |
| Флаг Дании       | Froggen         | Хенрик Хансен            | Центральная линия | 10 декабря 2014 | 8 января 2015   |
| Флаг Швеции      | Rekkles         | Карл Мартин Эрик Ларссон | Нижняя линия      | 24 ноября 2014  | 8 января 2015   |
| Флаг Германии    | Nyph            | Патрик Функе             | Поддержка         | 31 декабря 2014 | 8 января 2015   |

В 2015 году состав команды был выделен в отдельный киберспортивный клуб под названием «Elements». На такой шаг Alliance пошёл из-за новых спонсорских правил.

## Hearthstone
28 сентября 2016 года к новому составу The Alliance по дисциплине Hearthstone присоединился Джон «Orange» Вестберг.